# Кам'яне місто (Занзібар)
Кам'яне місто (араб. مدينة زنجبار الحجرية; суах. Mji Mkongwe, «стародавнє місто»), найстаріша частина міста Занзібара, столиці острова Унгуджа, неформально відомого також як Занзібар.

## Історія
Місцевість була населена приблизно за три сторіччя до того, як в 1830-х роках з'явилися кам'яні споруди.

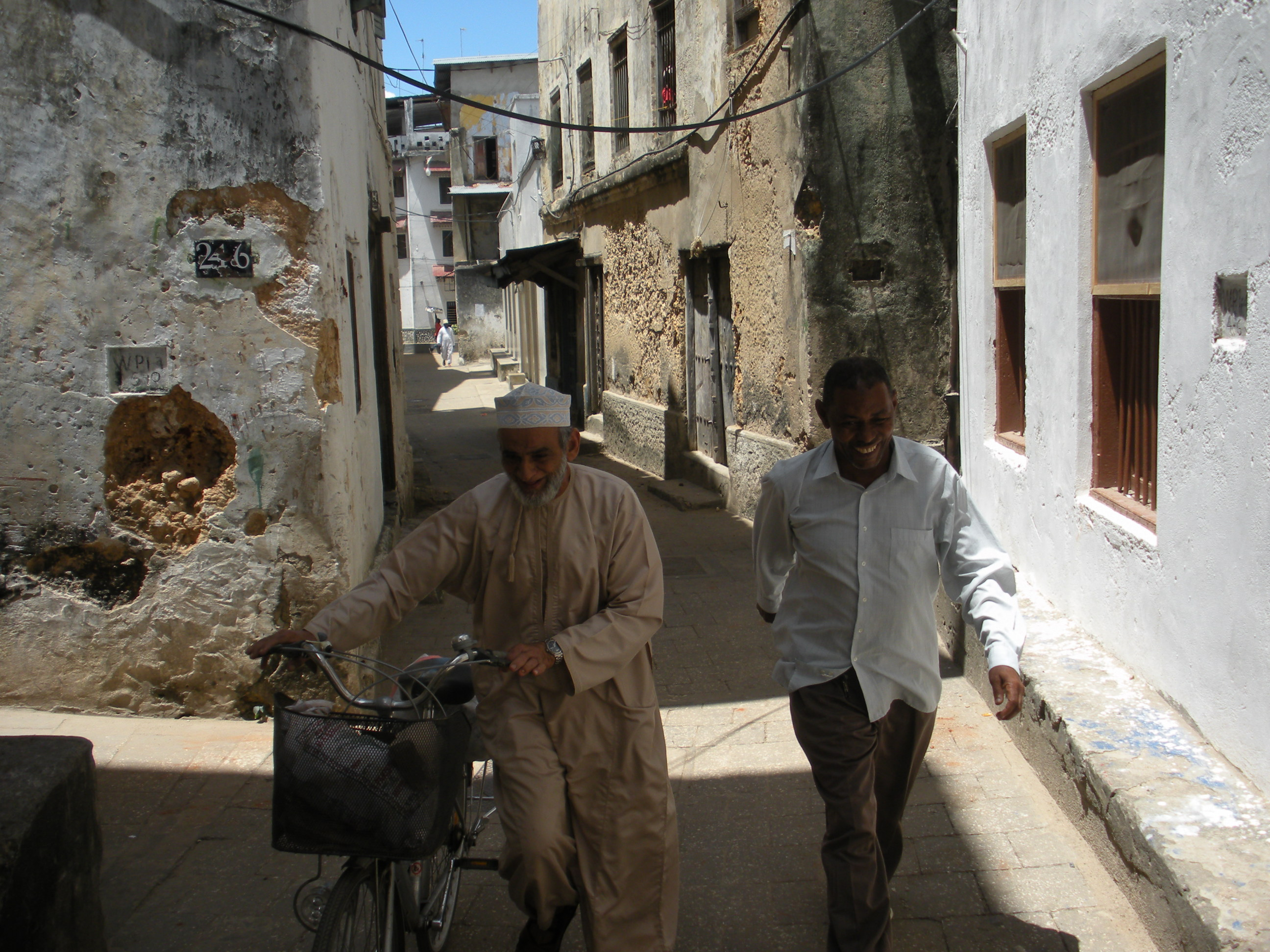
Вузька вуличка в Занзібарі.

 Місто було торговим центром східно-африканського узбережжя між Азією і Африкою перед колонізацією материка в кінці XIX століття, після чого центр торгівлі змістився в Момбасу та Дар-ес-Салам. З 1840 до 1856 рік, при Саїд ібн Султані, тут була столиця Оманської імперії. Основними експортованими товарами були спеції, зокрема гвоздика. Багато років Кам'яне місто було найбільшим центром работоргівлі; Раби, що надходять з континентальної Африки поставлялися на Середній Схід. На місці колишнього ринку рабів побудований англіканський собор, але кілька клітин збереглося.
Місто також було відправною точкою для численних європейських дослідників, особливо португальських, і колонізаторів наприкінці XIX століття. Девід Лівінгстон використовував Кам'яне місто як базу при підготовці своєї останньої експедиції в 1866 році. Будинок, тепер має його ім'я, було надано йому султаном Сеїд Саїдом. Тут селилися іммігрантські спільноти з Оману, Персії та Індії. Вони, в основному, займалися торгівлею, або, як у випадку з оманцями, управляли островом і залежними від нього територіями.

## Опис

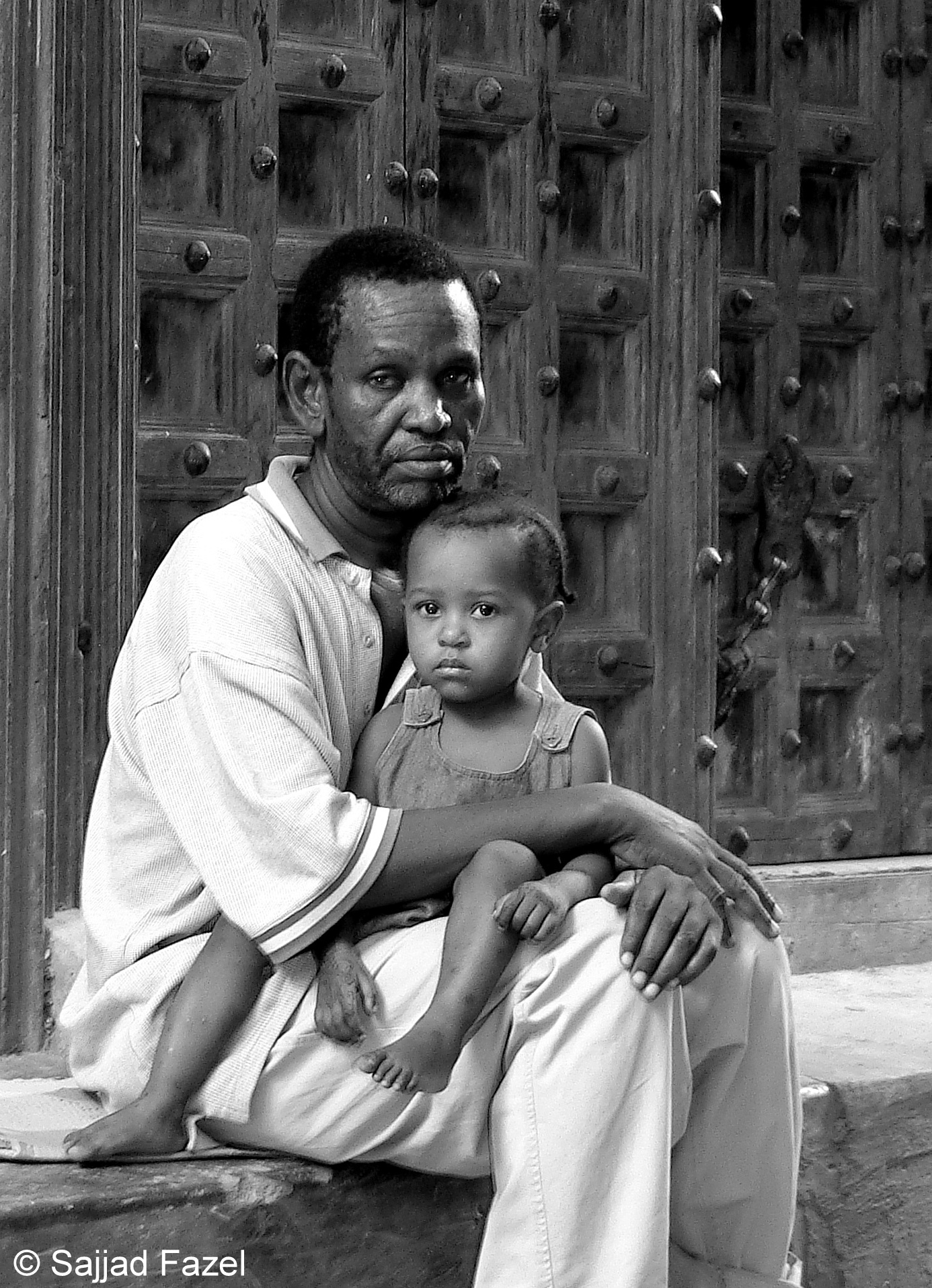
Чоловік з дитиною сидять на веранді перед різьбленими дерев'яними дверима в Кам'яному місті.

Старе місто було побудоване на трикутному півострові на західному краю острова. Найстарша частина міста складається з безлічі вузьких вуличок, на яких стоїть безліч будинків, магазинів, базарів та мечетей. Автомобілі часто виявляються занадто широкими, щоб проникнути в цей лабіринт розгалужених вулиць.
Його традиційна архітектура суахілі включає елементи арабського, перського, індійського, європейського і африканського стилів. Арабські будинку часто мають чудові декоративні елементи, такі як різьблені дерев'яні двері або дерев'яні веранди.
Над містом домінують дві великих будови. Одна з них, Бейт-Ель-Аджайб або Будинок чудес, було побудовано султаном Сеїдом Баргаш як великий палац в церемоніальних цілях. Інша — це арабська форт, який стоїть на місці колишнього португальського поселення, перебудованого у форт в XVIII столітті.
Кам'яне місто було включено ЮНЕСКО в число об'єктів Світової спадщини. Однак, це визнання не забезпечує повного захисту культурних цінностей міста. Станом на 1997 рік, «з 1709 будівель Кам'яного міста приблизно 75 % перебували в загрозливому стані».
Згідно з танзанійським національним переписом 2002 року, населення Міського округу, до якого належить Кам'яне місто, становить 206 292 чоловік.

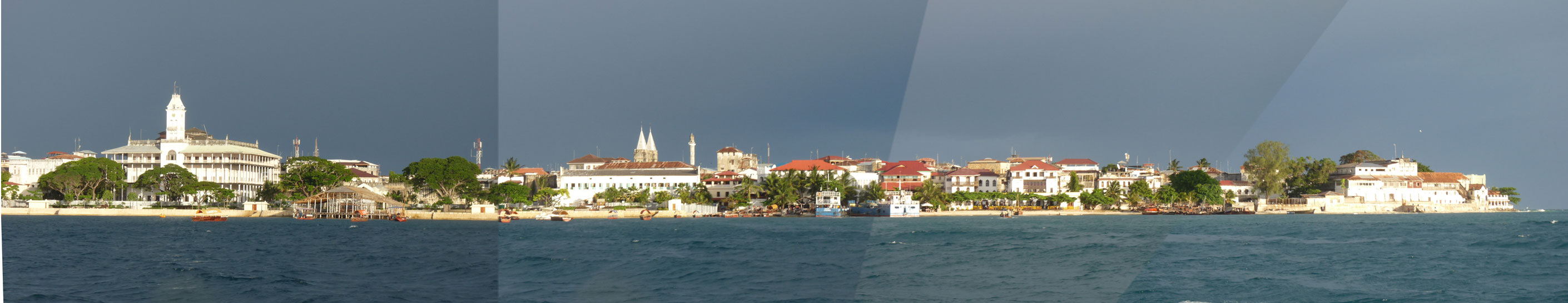
Вид з моря на Кам'яне місто

## Знамениті жителі
- Фредді Мерк'юрі (Фарух Булсара), вокаліст рок-групи Queen, уродженець Кам'яного міста.
- Алі Мухсин ал-Барвані, перший міністр закордонних справ незалежного Занзібару.
- Девід Лівінгстон, дослідник, місіонер і колонізатор.
- Тіппу Тіб, работоргівець.